# 福井新聞
福井新聞（ふくいしんぶん）は、福井県で発行している県域新聞。株式会社福井新聞社が発行する朝刊専売紙である。
発行部数は17万5256部（2020年10月時点）で、福井県内での普及率は約63%。

## 沿革
- 1899年（明治32年）
  - 2月11日 - 三田村甚三郎の親戚の三田村竹四郎を社主とし「福井新聞社」設立[3]。
  - 8月28日 - 福井新聞創刊[3]。
- 1913年（大正2年）3月3日 - 北日本新聞（現在の北日本新聞とは異なる）を合併し福井新聞社を株式会社へ移行。
- 1940年（昭和15年）1月1日 - 福井民報を吸収合併[4]。これ以降新聞統合に伴う合併が相次ぐ。
- 1945年（昭和20年）7月19日 - 福井空襲により被災。北国新聞社が印刷を代行し、敗戦後も北国新聞からマリノニー輪転機や活字などの支援を受けて再建[5]。
- 1948年（昭和23年）6月28日 - 福井地震で再び被災。このときも北国新聞社が印刷を代行した（同社での印刷は同年12月24日付分まで続き、翌12月25日付分から自社での印刷を再開）。
- 1950年（昭和25年）8月1日 - 夕刊福井を吸収合併[6]。
- 1952年（昭和27年）12月8日 - ラジオ福井（JOPR、現在の福井放送）が開局。この日から県内ニュースを共同通信社との共同配信で放送を開始[7]。
- 1970年（昭和45年）1月12日 - 前年1969年に開局した福井テレビジョン放送で『福井新聞ニュース』の放送を開始[8][9]。
- 1973年（昭和48年）12月28日 - 第一次オイルショックによる用紙事情の悪化を理由に夕刊を休刊[10]。これ以降も夕刊は廃止ではなく、休刊扱いとなっている[10]。
- 1995年（平成7年）7月19日 - 阪神・淡路大震災で神戸新聞社が被災したことを契機に、信濃毎日新聞・新潟日報・北日本新聞・北國新聞と緊急時における新聞発行援助協定を締結[11]。
- 2002年（平成14年）3月1日 - 本社を福井市春山から同市大和田町（現在の大和田二丁目）へ移転[12]。
- 2003年（平成15年） - 旧本社を「福井新聞 さくら通りビル」としてリニューアルオープン。
- 2007年（平成19年）3月26日 - 公式ウェブサイトを「福井新聞ONLINE」としてリニューアル[13]。
- 2011年（平成23年）
  - 10月4日 - スマートフォン・iPad向けの「福井新聞 電子版」の運用を開始。
  - 12月 - 京都新聞印刷と緊急時の新聞発行援助の協定を締結[注 1][14]。
- 2012年（平成24年）2月22日 - 北陸地方の地方紙としては初めてYahoo! JAPANのニュースサイト「Yahoo!ニュース」への配信を開始[13]。
- 2013年（平成25年）11月1日 - 「福井新聞 電子版」を刷新し、有料サービス「福井新聞D刊」のサービスを開始[13][15]。
- 2016年（平成28年） 
  - 2月15日 - スマートニュースへの配信を開始[16]。
  - 3月22日 - LINEへの配信を開始[17]。
  - 4月1日 - 福井銀行と共同運営する電子マネーカード「JURACA」（ジュラカ）の取り扱いを開始[18]。
- 2024年（令和6年）11月14日 - 朝刊の社告にて月額購読料を12月1日から700円値上げし、3800円にすると発表した。1部売り価格も130円から160円とする。電子新聞「福井新聞Ｄ刊」の単独プランは3100円から2980円に値下げ。[19]

## 支社・支局

### 現在
- 本社 - 福井市大和田二丁目801番地
- 坂井支社 - 坂井市坂井町下新庄第1号13番地
- 大野支社 - 大野市明倫町5番17号
  - 勝山支局 - 勝山市旭町二丁目669番地
- 鯖江支社 - 鯖江市東鯖江二丁目4番6号
- 武生支社 - 越前市蓬莱町3番7号
- 敦賀支社 - 敦賀市中央町一丁目15番25号
- 小浜支社 - 小浜市後瀬町7番7号
- 東京支社 - 東京都港区新橋二丁目19番4号
- 大阪支社 - 大阪府大阪市北区梅田二丁目3番1号600 大阪駅前第一ビル
- 名古屋支社 - 愛知県名古屋市中区錦三丁目1番12号
- 北陸支社 - 石川県金沢市香林坊二丁目3番25号 金沢青葉ビル

### 過去
- 福井中央支局（福井新聞まんなかプラザ）[20] - 福井市中央一丁目9番23号
  - 2008年3月29日に開設したが、2016年4月28日をもって閉鎖した。
- 三国支社 - 坂井市三国町覚善8字60番地1
  - 丸岡支局 - 坂井市丸岡町西瓜屋第15号12番地

## 関連企業
- 福井新聞折りこみセンター
- 福井新聞PRセンター
- 福井新聞販売センター
- 福井新聞印刷センター
- fuプロダクション - タブロイド紙『月刊fu』の発行、福井商工会議所が発行・運営（西日本旅客鉄道〈JR西日本〉福井営業支店が協力）する『福井旅の体験手帖 ふくのね』[21]の編集業務。

## 紙面割
題字には、横棒が一本多い「新」の本字（ / 𣂺）を使用している。

### 地域面
2021年4月より、地域面の題字を各地域在住の小中学生が揮毫している。そのため、福井市は「ふくい市」、嶺北は「れい北」などと学年によって表記ゆれが出ている。
- 福井市
- 嶺北
  - 坂井・奥越（坂井市・あわら市・大野市・勝山市）
  - 丹南・南越（鯖江市・越前市・池田町・越前町・南越前町）
- 嶺南（敦賀市・美浜町・若狭町・小浜市・おおい町・高浜町）
  - 日曜・月曜は「ふくい地域ニュース」に統合（2020年4月1日から同年5月31日まで全曜日で統合）。また、地域面には提携紙である京都新聞からの配信ニュース「京滋ニュース」（京都府・滋賀県のニュース）が掲載されている。

### コラム・社説
1面コラムは「越山若水」、社説は「論説」となっている。

### 番組表
2020年10月1日付より嶺北・嶺南で分けていたテレビ面を統一した。なお、2021年4月13日発行分より、これまで別刷りとなっていた「第2テレビ欄」が廃止され最終面と中面での掲載となっている。

#### 最終面
- フルサイズ - NHK Eテレ、NHK総合、FBCテレビ、福井テレビ、MROテレビ、HAB、MBSテレビ、ABCテレビ
- 3分の1サイズ - NHK BS、NHK BSP4K
- 4分の1サイズ - BS日テレ、BS朝日、BS-TBS、BSテレ東、BSフジ

#### 中面
日曜日にはNHK-FM・FM福井の週間番組表も掲載される（FMの週間番組表が掲載されているのは北陸地方では福井新聞のみ）。
テレビ（地上波・BS）
- 4分の1サイズ - テレビ金沢、石川テレビ、びわ湖放送、KBS京都、カンテレ、読売テレビ、WOWOW（プライム・ライブ・シネマ）、BS11 イレブン、BS12 トゥエルビ、J sports 3、放送大学テレビ、BSよしもと、BS松竹東急

ラジオ
- 3分の1サイズ - NHKラジオ第1、NHKラジオ第2、FBCラジオ、NHK-FM、FM福井、深夜放送（文化・ニッポン・ABC・CBC・MBS・ラジオ大阪）
- 4分の1サイズ - 放送大学ラジオ、福井街角放送、たんなんFM、ハーバーステーション、ラジオNIKKEI

その他（ケーブルテレビ・CS放送）
- 4分の1サイズ - スペースシャワーTV、 GAORA SPORTS、スーパー!ドラマTV、ホームドラマチャンネル、ムービープラス
- 極小サイズ - 福井・さかいケーブル、こしの都 TV、つるがチャンネル、チャンネルO

## 定期刊行物など
現在
- 月刊fu - 毎月第4火曜日に発行のタブロイド紙で新聞購読者に折込で配布される。また、県内主要書店でも発売している。

過去
- おとな日 - 毎月第2・第4土曜日に発行。
- 福悠人 - 奇数月の第3火曜日に福井県すこやか長寿財団の機関紙として発行。
- 週刊も・ぎ・た・てBanana - 毎週木曜日に発行（フルカラー8ページ）。福井市・坂井市・あわら市・吉田郡・越前市・越前町の本紙に折り込まれたほか、福井市中心部では未購読世帯にポスティングもされた。

## 電子版
2011年10月4日に、有料サービス「福井新聞電子版」の運用を開始し、2013年に「福井新聞D刊」（ふくいしんぶんディーかん）としてリニューアル。開始当初は4つのサービスだったが、2018年6月にスマートフォンなどで紙面閲覧ができる「福井新聞D刊」と、速報記事などが閲覧できる「福井新聞fast」（ふくいしんぶんファスト）にサービスを再編した（後者は紙面閲覧ができない）。
「福井新聞D刊」では、パソコン、スマートフォン（Android・iPhone、専用アプリもあり）、iPadなどのタブレットで福井新聞の紙面閲覧が可能。「D刊」向けのオリジナル記事や写真も配信される。詳細は福井新聞D刊総合案内を参照。
北陸地方の地方紙においては、富山県の北日本新聞では「webun」（ウェブン）という電子版の運用を行っているが、当初はスマートフォンなどへの紙面配信は行っていなかった（現在は閲覧が可能）。一方、北國新聞・富山新聞はスマートフォン向けの有料サイトを開設していたが、前述のサイトを廃止し電子版運用を2021年2月1日から開始した（名称は「北國新聞デジタル」「富山新聞デジタル」）。

## JURACA
JURACA（ジュラカ）は、福井新聞社と福井銀行が共同運営する電子マネーカード。2016年4月1日にサービスを開始した。福井銀行が発行するクレジットカード「iicaJCBカード」に紐付けするサービスで、前払い式のnanacoと後払い式のQUICPayの2種類の電子マネーが搭載される。なお、JURACA単体での発行は行っておらず、「iicaJCBカード」の新規申し込みまたは同カードの所有が条件となっている。サービスなどの詳細は、JURACAホームページを参照。
2019年には福井鉄道・東芝インフラシステムズと共同で福井鉄道福武線の福井城址大名町駅と清明駅において、JURACAを利用したICカード決済の実証実験を行った。またこれとは別に、福井鉄道とえちぜん鉄道の一部の有人駅では、窓口の営業時間内に限りJURACAに紐付けされたnanacoとQUICPayでの決済が可能となっている（JURACAのみは決済不可。電車・バスの車内での決済も不可）。

## 関連放送事業者
- 福井テレビジョン放送 - 「住まいの展示場 家の森」（福井市成願寺町）を共同運営。
- 福井エフエム放送
  - 前2社ほど濃密ではないが、福井放送とも一般財団法人福井カルチャーセンターを共同運営するなど協力関係がある。

## 関連番組・コーナー
福井新聞ニュース
福井新聞TODAY・カレントリーふくい
福井エフエム放送の平日朝のローカルワイド番組『Life Is』で放送されていたコーナー。いずれも福井新聞による企画コーナーで、前者は福井県内と日本全国の今日の予定を紹介、後者は福井新聞のウェブサイト「福井新聞ONLINE」のアクセスランキング（当初は1週間の記事紹介）と記者によるニュース解説となっていたが、後者は2019年3月で終了。前者は同年6月で『Life Is』が終了した以降も継続している。

## CM出演者
- 宇野重吉（1978年5月 - 1988年1月）[29]
- 武田舞彩（元GEM、2015年 - 2018年）

## その他
- 本社に輪転機を持っており、深夜に印刷している様子を見学する企画がある[要出典]。
- 1979年、「ふるさと福井80選」主催（福井新聞社創刊80周年記念事業）。
- 1984年、「ふるさと福井85選」主催（福井新聞社創刊85周年記念事業）。
- 五木寛之作の小説『親鸞 激動篇』（第二部）及び『親鸞 完結篇』（第三部）を連載。ただし『親鸞』（第一部）は掲載されなかった。なお同作は、競合紙の日刊県民福井では三部ともに連載。
- シンボルマークは、グラフィックデザイナー塚本哲のデザインである[要出典]。
- 沖縄タイムスと共同で、原発と基地のニュースを発信する「フクナワ」を運用している[30]。
- 2024年3月16日、北陸新幹線が敦賀駅まで延伸開業したことに伴い、福井県内の新幹線新駅から1番列車が発車する度に「速報」として号外を発行。1日で計4回発行された[31]。